# Jean Garnier (homme politique)
Pour les articles homonymes, voir Jean Garnier et Garnier.
Jean Garnier, né le 26 janvier 1911 à Saint-Eugène et décédé le 27 août 1966 au Creusot, est un homme politique français. Il fut député de Saône-et-Loire.

## Biographie
Docteur en médecine au Creusot, il est élu maire de cette ville en 1947. Gaulliste, membre du Rassemblement du peuple français (RPF) puis de l'Union pour la nouvelle République (UNR), il conserve ce mandat jusqu'à sa mort en 1966. Élu conseiller général du Canton du Creusot-Est en 1951, il est en 1958, élu député de Saône-et-Loire, dans la 3e circonscription de ce département. Il est battu en 1962 par Gabriel Bouthière, candidat unique de la gauche, au second tour du scrutin. Le stade du Creusot porte son nom. 

### Détails des fonctions
- 1947-1966 : maire du Creusot
- 1951-1966 : conseiller général de Saône-et-Loire
- 1958-1962 : député de Saône-et-Loire